# Excrement

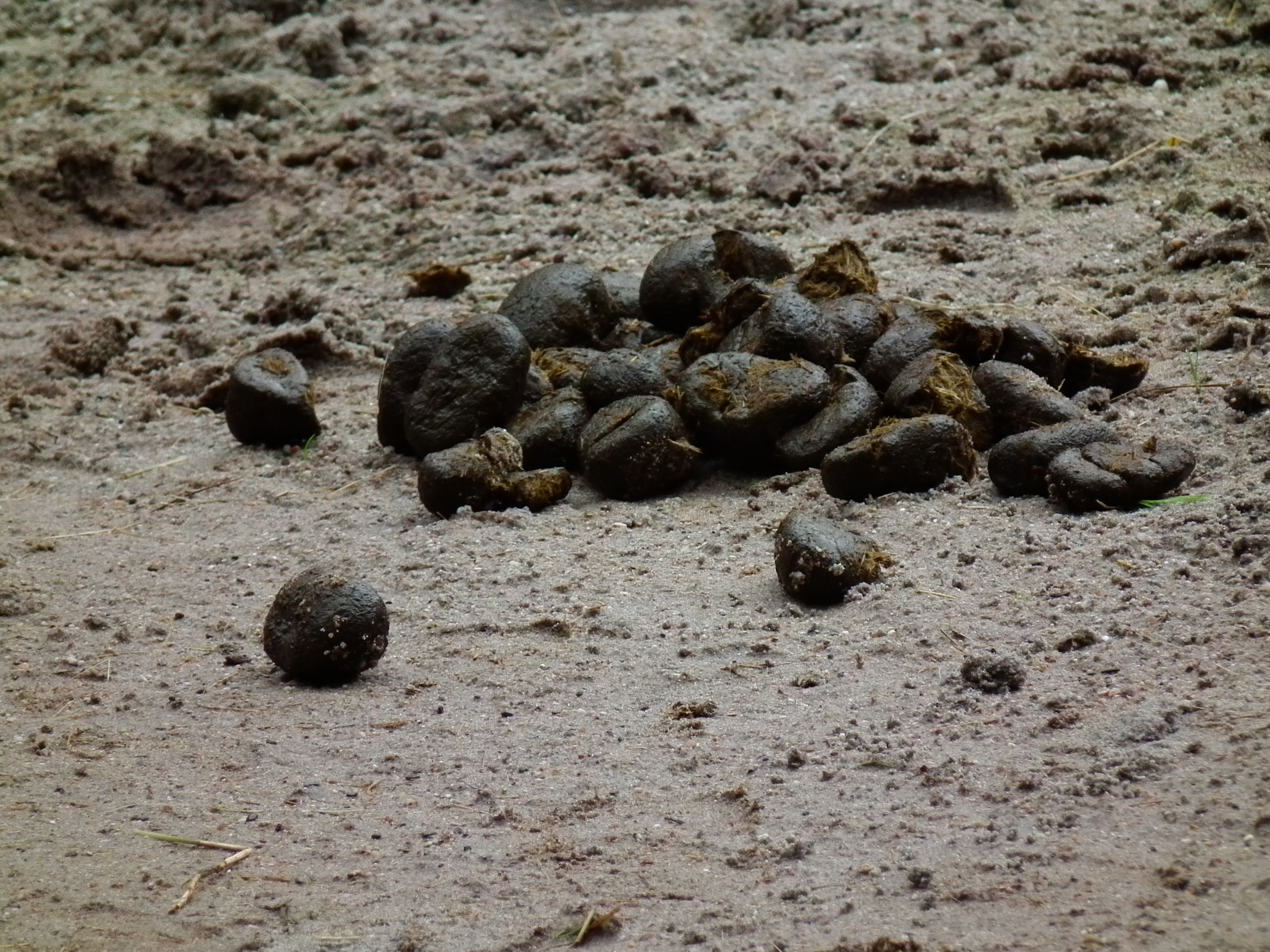
Balegă de zebră

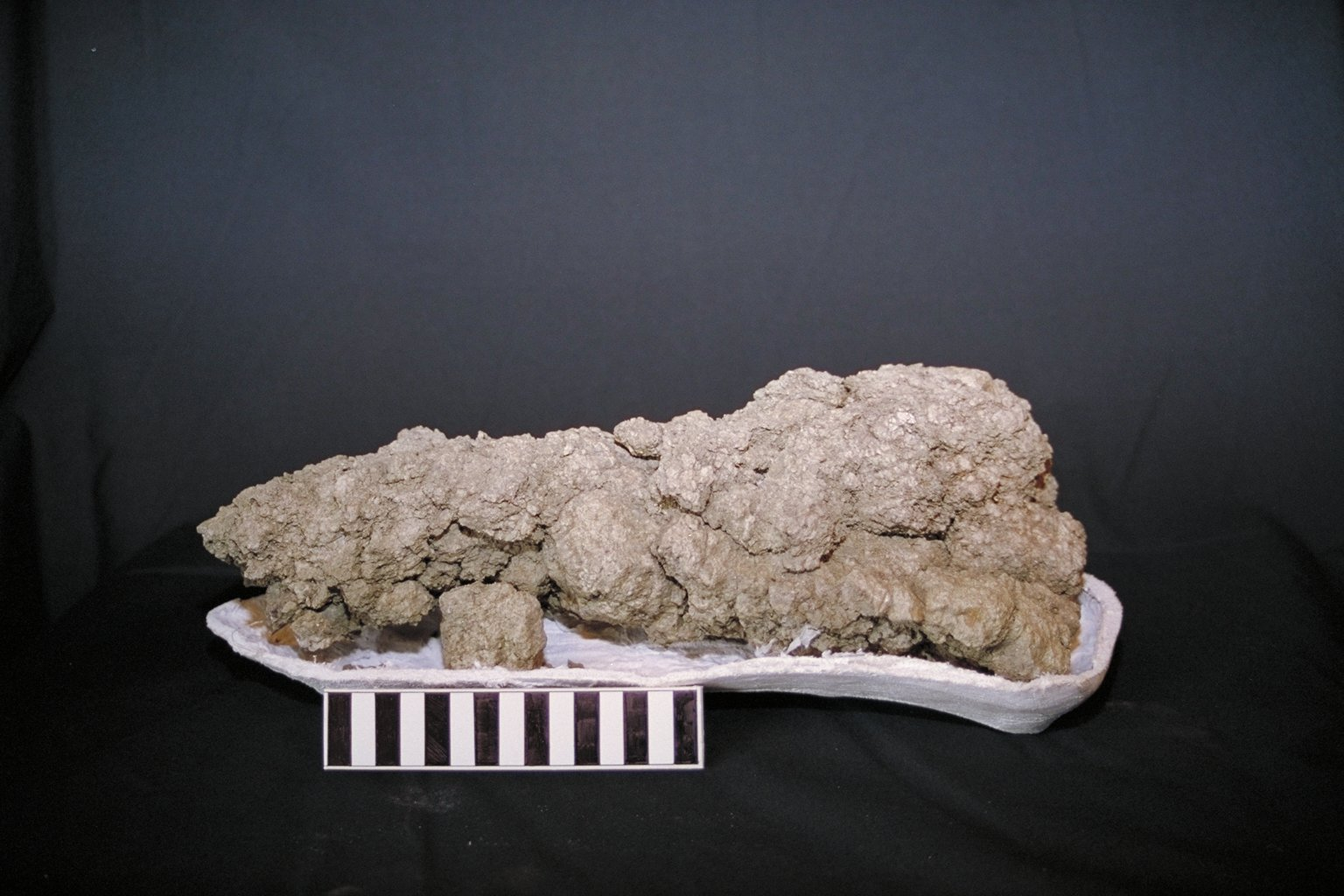
Coprolit provenit de la un dinozaur carnivor

Materiile fecale, denumite și excremente, sunt materii rezultate din digestie, care se elimină din corpul oamenilor sau al animalelor prin anus, în cursul actului numit defecație.
În funcție de specie, materiile fecale pot avea diverse denumiri. Materiile fecale eliminate de om sunt numite în mod curent „scaune”. Excrementele animalelor mari (vaci, cai, măgari, zebre etc.) sunt numite în mod comun „baligă”. Excrementul defecat de capre, oi și iepuri, în special cel în formă de bobițe, este numit în mod comun „căcărează”. Copiii mici numesc excrementele „caca”.

## Tipuri de excremente
Sub influența factorilor de mediu, excrementele eliminate de animale pot suferi, în timp, diferite transformări. Coproliții sunt excremente fosilizate, provenite de la animale preistorice. Conțin fosfat natural de calciu, rezultat din procesul de pietrificare, care se folosește ca îngrășământ organic natural în agricultură. Guano este o rocă sedimentară fosfatică provenită din acumularea excrementelor și a resturilor unor păsări marine și a altor animale marine. Este folosită de asemenea ca îngrășământ organic natural.

## Compoziție
Compoziția excrementelor depinde de alimentație și este diferită de la o specie la alta. Există însă o serie de elemente comune. Toate tipurile de excremente conțin floră microbiană, resturi de alimente nedigerate sau neabsorbite, produși de excreție și secreție externă ai intestinului și glandelor digestive anexe, celule epiteliale intestinale descuamate, leucocite, apă.
La omul matur sănătos, materiile fecale conțin floră microbiană în proporție de 50%, resturi alimentare nedigerate sau neabsorbite, produși de excreție și secreție intestinală, biliară și pancreatică, celule descuamate din epiteliul digestiv, leucocite, apă etc. Culoarea maro a fecalelor este dată de pigmenții biliari care, sub acțiunea florei bacteriene din intestinul gros, sunt transformați în urobilinogen și stercobilinogen. Prin oxidare, aceștia se transformă în urobilină, respectiv stercobilină. Produșii de putrefacție intestinală (indol, scatol, hidrogen sulfurat și mercaptan) conferă fecalelor un miros specific, neplăcut.